# Wesachewan River
Wesachewan River är ett vattendrag i Kanada.   Det ligger i provinsen Manitoba, i den sydöstra delen av landet, 1 700 km nordväst om huvudstaden Ottawa. Wesachewan River ligger vid sjön Vermilyea Lake.
Trakten runt Wesachewan River är nära nog obefolkad, med mindre än två invånare per kvadratkilometer.